# Kazuya Kanazawa
Kazuya Kanazawa (japanisch 金沢 一矢 Kanazawa Kazuya; * 31. Oktober 2002 in der Präfektur Osaka) ist ein japanischer Fußballspieler.

## Karriere
Kazuya Kanazawa erlernte das Fußballspielen in der Schulmannschaft der Kyoto Tachibana High School sowie in der Universitätsmannschaft der Dōshisha-Universität. Seinen ersten Profivertrag unterschrieb er am 1. Februar 2025 beim Ehime FC. Der Verein aus Matsuyama spielt in der zweiten japanischen Liga, der J2 League. Sein Zweitligadebüt gab Kazuya Kanazawa am 8. März 2025 (4. Spieltag) im Heimspiel gegen den FC Imabari. Bei der 2:3-Heimniederlage Stand er in der Startelf und wurde in der 85. Minute gegen den Brasilianer Marcel ausgewechselt.